# Amur
Amur (ibland Heilong; ryska: Амур; kinesiska: 黑龙江, Hēilóng Jiāng, "Svarta drakfloden"; mongoliska: Хара-Мурэн, Chara-Muren, "Svarta floden"; manchuiska: Sahaliyan Ula, "Svarta floden") är en 4 480 kilometer lång flod i sydöstligaste Sibirien. Amur är den nionde längsta floden i världen och den fjärde största i Asien. Den tillkommer där floden Sjilka från Jablonovbergen flyter samman med Argun från Stora Hingganbergen. Amur utgör länge gränsen mellan kinesiska Manchuriet och Ryssland innan den vid Chabarovsk viker av norr om ryska Sichote-Alin-bergen för att rinna ut i Nevelskijsundet (Tatarsundets smala del). 